# If You're Never Gonna Move
Singles de Jessie Ware
Running
(2012) Wildest Moments
(2012)
If You're Never Gonna Move ou 110% est le deuxième single de la chanteuse britannique Jessie Ware issu de son premier album, Devotion. Le single sort le 13 avril 2012 sur les labels PMR et Island Records.

## Liste des pistes
| 1. | If You're Never Gonna Move | 3:27 |

| 1. | If You're Never Gonna Move                        | 3:27 |
| 2. | Sweet Talk                                        | 3:37 |
| 3. | Devotion                                          | 3:24 |
| 4. | What You Won't Do For Love                        | 3:27 |
| 5. | If You're Never Gonna Move (Two Inch Punch Remix) | 3:23 |

## Classements
| Classement (2012)                     | Meilleure position |
| ------------------------------------- | ------------------ |
| Royaume-Uni (Official Charts Company) | 41                 |

## Historique des sorties
| Pays        | Date            | Format                 | Label                       |
| ----------- | --------------- | ---------------------- | --------------------------- |
| Royaume-Uni | 13 avril 2012   | Téléchargement digital | PMR Records, Island Records |
| États-Unis  | 15 janvier 2013 | Téléchargement digital | Island Records              |